# Sportjahr 1995
Liste der Sportjahre

◄◄ | ◄ | 1991 | 1992 | 1993 | 1994 | Sportjahr 1995 | 1996 | 1997 | 1998 | 1999 | ► | ►►

Weitere Ereignisse

## Badminton
Höhepunkte des Badmintonjahres 1995 waren die Weltmeisterschaft und der Sudirman Cup.

### World Badminton Grand Prix
| Veranstaltung       | Herreneinzel           | Dameneinzel         | Herrendoppel                             | Damendoppel                            | Mixed                                     |
| ------------------- | ---------------------- | ------------------- | ---------------------------------------- | -------------------------------------- | ----------------------------------------- |
| Chinese Taipei Open | Hermawan Susanto       | Lim Xiaoqing        | S. Antonius Budi Ariantho Denny Kantono  | Helene Kirkegaard Rikke Olsen          | Jens Eriksen Rikke Olsen                  |
| Korea Open          | Heryanto Arbi          | Susi Susanti        | Rexy Mainaky Ricky Subagja               | Gil Young-ah Jang Hye-ock              | Thomas Lund Marlene Thomsen               |
| Japan Open          | Heryanto Arbi          | Susi Susanti        | Rexy Mainaky Ricky Subagja               | Ge Fei Gu Jun                          | Thomas Lund Marlene Thomsen               |
| Swiss Open          | Jens Olsson            | Camilla Martin      | Jon Holst-Christensen Thomas Lund        | Helene Kirkegaard Rikke Olsen          | Thomas Lund Marlene Thomsen               |
| Swedish Open        | Park Sung-woo          | Ye Zhaoying         | Peter Axelsson Pär-Gunnar Jönsson        | Kim Mee-hyang Kim Shin-young           | Chen Xingdong Wang Xiaoyuan               |
| All England         | Poul-Erik Høyer Larsen | Lim Xiaoqing        | Rexy Mainaky Ricky Subagja               | Gil Young-ah Jang Hye-ock              | Thomas Lund Marlene Thomsen               |
| French Open         | George Rimarcdi        | Elena Rybkina       | Sigit Budiarto Dicky Purwotjugiono       | Maria Bengtsson Margit Borg            | Thomas Stavngaard Anne Søndergaard        |
| Polish Open         | Budi Santoso           | Olivia              | Seng Kok Kiong Hadi Sugianto             | Emma Ermawati Indarti Issolina         | Paulus Firman Rosalia Anastasia           |
| Malaysia Open       | Alan Budikusuma        | Susi Susanti        | Pramote Teerawiwatana Sakrapee Thongsari | Julie Bradbury Joanne Wright           | Kim Dong-moon Gil Young-ah                |
| Indonesia Open      | Ardy Wiranata          | Susi Susanti        | Rudy Gunawan Bambang Suprianto           | Ge Fei Gu Jun                          | Tri Kusharyanto Minarti Timur             |
| Singapur Open       | Joko Suprianto         | Lim Xiaoqing        | Rexy Mainaky Ricky Subagja               | Ge Fei Gu Jun                          | Tri Kusharyanto Minarti Timur             |
| US Open             | Hermawan Susanto       | Ye Zhaoying         | Rudy Gunawan Bambang Suprianto           | Gil Young-ah Jang Hye-ock              | Kim Dong-moon Gil Young-ah                |
| Canada Open         | Lee Kwang-jin          | Bang Soo-hyun       | Ha Tae-kwon Kang Kyung-jin               | Gil Young-ah Jang Hye-ock              | Kim Dong-moon Gil Young-ah                |
| Brunei Open         | Rashid Sidek           | Yao Jie             | Cun Cun Haryono Ade Lukas                | Eny Oktaviani Nonong Denis Zanati      | nicht ausgetragen                         |
| Russia Open         | Hendrawan              | Lidya Djaelawijaya  | Jon Holst-Christensen Thomas Lund        | Chen Ying Peng Xinyong                 | Jens Eriksen Marlene Thomsen              |
| Hamburg Cup         | George Rimarcdi        | Pernille Nedergaard | Michael Helber Michael Keck              | Lotte Olsen Rikke Olsen                | Kai Mitteldorf Katrin Schmidt             |
| Sydney Open         | Nunung Subandoro       | Han Jingna          | Davis Efraim Halim Haryanto              | Peng Xinyong Zhang Jin                 | Halim Haryanto Indarti Issolina           |
| Denmark Open        | Poul-Erik Høyer Larsen | Lim Xiaoqing        | Jon Holst-Christensen Thomas Lund        | Lisbet Stuer-Lauridsen Marlene Thomsen | Chen Xingdong Peng Xinyong                |
| German Open         | Joko Suprianto         | Camilla Martin      | Jon Holst-Christensen Thomas Lund        | Eliza Nathanael Zelin Resiana          | Ron Michels Erica van den Heuvel          |
| Bulgarian Open      | Anders Nielsen         | Elena Nozdran       | Kevin Han Thomas Reidy                   | Diana Koleva Neli Nedjalkova           | Vladislav Druzchenko Victoria Evtuschenko |
| Hong Kong Open      | Heryanto Arbi          | Bang Soo-hyun       | Ha Tae-kwon Kang Kyung-jin               | Gil Young-ah Jang Hye-ock              | Park Joo-bong Shim Eun-jung               |
| China Open          | Dong Jiong             | Ye Zhaoying         | Huang Zhanzhong Jiang Xin                | Ge Fei Gu Jun                          | Chen Xingdong Peng Xinyong                |
| Thailand Open       | Dong Jiong             | Lim Xiaoqing        | Huang Zhanzhong Jiang Xin                | Gil Young-ah Jang Hye-ock              | Park Joo-bong Ra Kyung-min                |
| Scottish Open       | Peter Knowles          | Catrine Bengtsson   | Nick Ponting Julian Robertson            | Catrine Bengtsson Maria Bengtsson      | Lars Pedersen Anne Mette Bille            |
| Grand Prix Finale   | Joko Suprianto         | Ye Zhaoying         | Cheah Soon Kit Yap Kim Hock              | Ge Fei Gu Jun                          | Tri Kusharyanto Minarti Timur             |

## Boxen
- 9. Dezember – Der Südafrikaner Francois Botha gewinnt den Kampf um den vakanten IBF-Schwergewichtstitel gegen Axel Schulz (Deutschland) in Stuttgart. Nach einem positiven Dopingtest (Cannabis-Konsum) Bothas wird der Titel jedoch wieder für vakant erklärt.

## Leichtathletik
- 4. März – Mihaela Melinte, Rumänien, erreichte im Hammerwurf der Damen 66,86 Meter.
- 1. Juni – Liu Hongyu, China, ging im 20.000-Meter-Gehen der Damen in 1:27,3 Stunden.
- 4. Juni – Larisa Ramasanowa, Russland ging im 10.000-Meter-Gehen der Damen in 41:29 Minuten.
- 5. Juni – Haile Gebrselassie, Äthiopien, lief die 10.000 Meter der Herren in 26:43,5 Minuten.
- 5. Juni – Olga Kusenkowa, Russland, erreichte im Hammerwurf der Damen 68,14 Meter.
- 18. Juni – Daniela Bártová, Tschechien, sprang im Stabhochsprung der Damen 4,12 Meter.
- 18. Juni – Olga Kusenkowa, Russland, erreichte im Hammerwurf der Damen 68,16 Meter.
- 2. Juli – Daniela Bártová, Tschechien, erreichte im Stabhochsprung der Damen 4,14 Meter.
- 6. Juli – Moses Kiptanui, Kenia, lief die 5000 Meter der Herren in 12:55,3 Minuten.
- 6. Juli – Daniela Bártová, Tschechien, erreichte im Stabhochsprung der Damen 4,15 Meter.
- 12. Juli – Noureddine Morceli, Algerien, lief die 1500 Meter der Herren in 3:27,4 Minuten.
- 18. Juli – Jonathan Edwards, Großbritannien, sprang im Dreisprung der Herren 17,98 Meter.
- 18. Juli – Daniela Bártová, Tschechien, erreichte im Stabhochsprung der Damen 4,12 Meter.
- 22. Juli – Fernanda Ribeiro, Portugal, lief die 5000 Meter der Damen in 14:36,5 Minuten.
- 5. August – Andrea Müller, Deutschland, sprang im Stabhochsprung der Damen 4,18 Meter.
- 7. August – Jonathan Edwards, Großbritannien, sprang im Dreisprung der Herren 18,29 Meter.
- 10. August – Inessa Krawez, Ukraine, sprang im Dreisprung der Damen 15,5 Meter.
- 11. August – Kim Batten, USA, lief die 400 Meter Hürden der Damen in 52,61 Sekunden.
- 16. August – Haile Gebrselassie, Äthiopien, lief die 5000 Meter der Herren in 12:44,4 Minuten.
- 16. August – Moses Kiptanui, Kenia, lief die 3000 Meter Hindernis der Herren in 7:59,2 Minuten.
- 18. August – Daniela Bártová, Tschechien, sprang im Stabhochsprung der Damen 4,20 Meter.
- 10. September – Kim Batten, USA, lief die 400 Meter Hürden der Damen in 52,61 Sekunden.
- 24. September – Sammy Lelei, Kenia, gewann unter den Herren die Marathonstrecke in Berlin, Deutschland, in der Zeit von 2:07:02 Stunden.
- 15. Oktober – Moses Kiptanui, Kenia, lief die 3000 Meter Hindernis der Herren in 7:59,2 Minuten.
- 15. Oktober – Haile Gebrselassie, Äthiopien, lief die 5000 Meter der Herren in 12:44,4 Minuten.
- 12. Dezember – Noureddine Morceli, Algerien, lief die 1500 Meter der Herren in 3:27,4 Minuten.
- 17. Dezember – Emma George, Australien, sprang im Stabhochsprung der Damen 4,28 Meter.

## Motorradsport

### Superbike-Weltmeisterschaft
- Der 30-jährige Brite Carl Fogarty gewinnt auf Ducati vor dem Australier Troy Corser (ebenfalls Ducati) und dem Neuseeländer Aaron Slight (Honda) die Fahrerwertung und kann damit seinen im Vorjahr gewonnenen Titel erfolgreich verteidigen. In der Konstrukteurswertung setzt sich Ducati vor Honda und Kawasaki durch.

Details: Superbike-Weltmeisterschaft 1995

## Rugby Union
- 24. Juni: Südafrika gewinnt das Finale der Rugby-Union-Weltmeisterschaft in Johannesburg 15:12 gegen Neuseeland.

## Tischtennis
- Tischtennisweltmeisterschaft 1995 1. bis zum 14. Mai 1995 in Tianjin (China)

## Geboren

### Januar
- 01. Januar: Gökhan Akkan, türkischer Fußballspieler
- 01. Januar: Kelly Vollebregt, niederländische Handballspielerin
- 03. Januar: Tonny Vilhena, niederländischer Fußballspieler
- 04. Januar: Miguel Oliveira, portugiesischer Motorradrennfahrer
- 05. Januar: Meindert van Buuren jr., niederländischer Automobilrennfahrer
- 05. Januar: İsmail Çipe, türkischer Fußballtorhüter
- 05. Januar: Maximilian Güll, deutscher Fußballspieler
- 06. Januar: Niklas Eg, dänischer Radrennfahrer
- 06. Januar: Brooke Francis, neuseeländische Ruderin
- 06. Januar: Oliver Steurer, deutscher Fußballspieler
- 08. Januar: Taylan Antalyalı, türkischer Fußballspieler
- 08. Januar: Matti Steinmann, deutscher Fußballspieler
- 08. Januar: Jordy de Wijs, niederländischer Fußballspieler
- 09. Januar: Barış Atik, türkisch-deutscher Fußballspieler
- 11. Januar: Giovanni Abagnale, italienischer Ruderer
- 12. Januar: Alessio Romagnoli, italienischer Fußballspieler
- 12. Januar: Maverick Viñales, spanischer Motorradrennfahrer
- 13. Januar: Maxim Wladimirowitsch Mamin, russischer Eishockeyspieler
- 14. Januar: Christian Ortag, deutscher Fußballtorhüter
- 15. Januar: Islam Dudaev, russisch-albanischer Ringer
- 18. Januar: José Francisco Cevallos jr., ecuadorianischer Fußballspieler
- 18. Januar: Jack Miller, australischer Motorradrennfahrer
- 20. Januar: Davie Selke, deutscher Fußballspieler
- 21. Januar: Alanna Kennedy, australische Fußballspielerin
- 23. Januar: Lukas Fröde, deutscher Fußballspieler
- 24. Januar: Tolcay Ciğerci, deutsch-türkischer Fußballspieler
- 24. Januar: Antonio Serrat Seoane, spanischer Triathlet
- 25. Januar: Paul Milde, deutscher Fußballspieler
- 26. Januar: Felix Lohkemper, deutscher Fußballspieler
- 27. Januar: Vedat Bora, türkischer Fußballspieler
- 28. Januar: Marine Camara, französisch-malische Boxerin
- 29. Januar: Kubilay Aktaş, französisch-türkischer Fußballspieler
- 29. Januar: Sebastian Stolze, deutscher Fußballspieler
- 30. Januar: Chan Ming Tai, chinesischer Weitspringer
- 30. Januar: Wiktorija Komowa, russische Kunstturnerin
- 30. Januar: Alexander Purnell, australischer Ruderer
- 30. Januar: Jack Laugher, britischer Wasserspringer
- 30. Januar: Marian Sarr, deutscher Fußballspieler
- 31. Januar: Herbert Bockhorn, deutsch-ugandischer Fußballspieler

### Februar

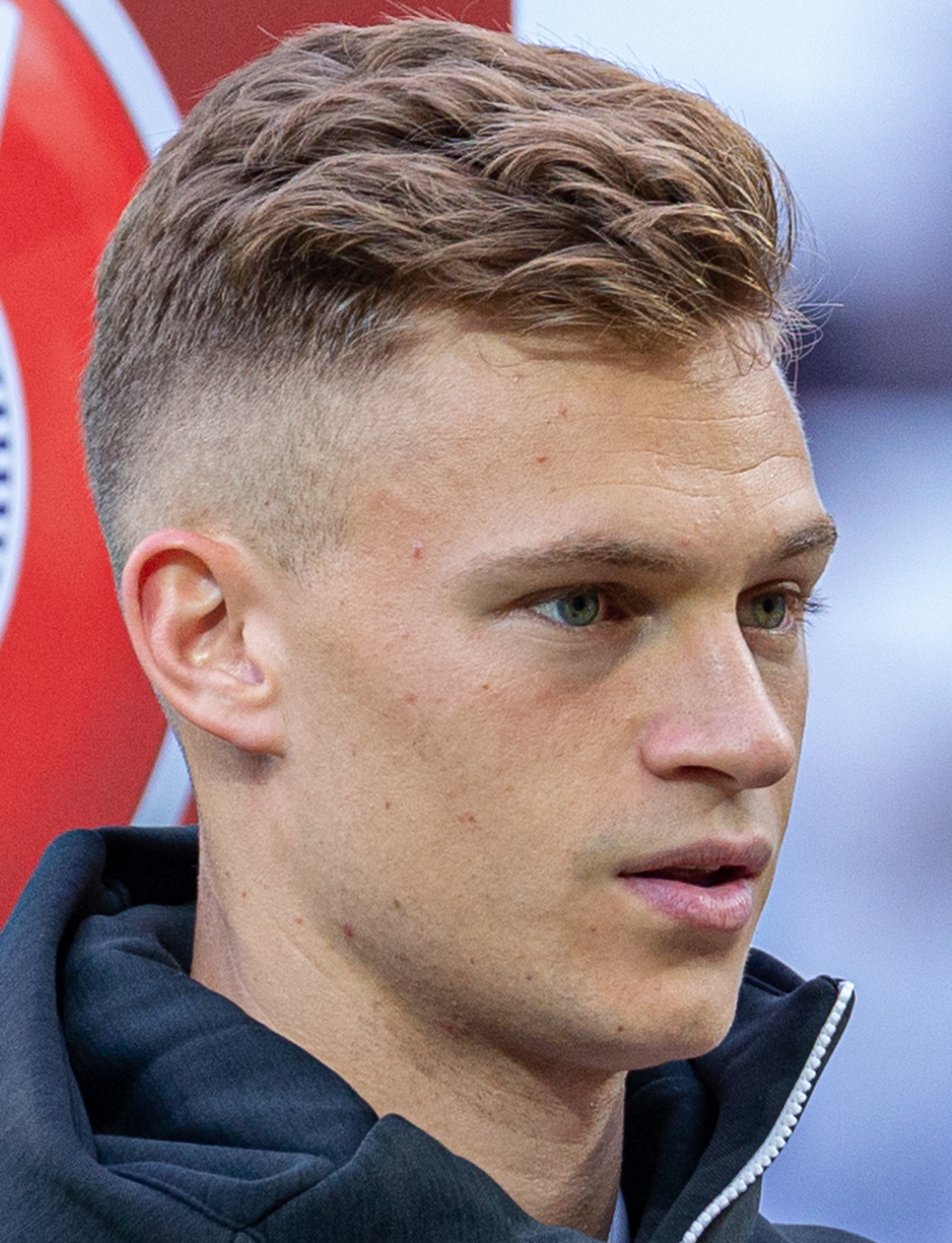
Joshua Kimmich (2019)

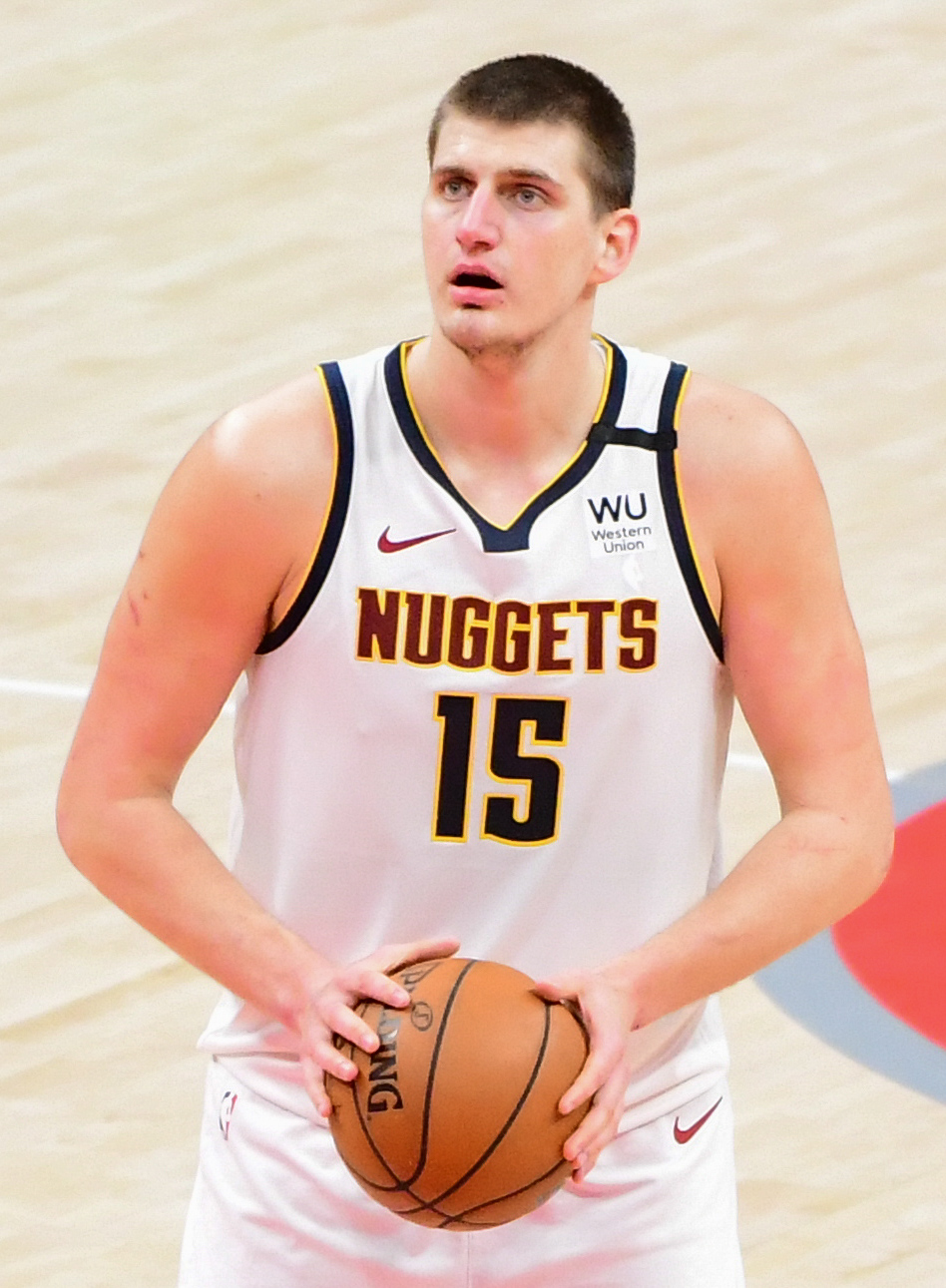
Nikola Jokić (2020)

- 02. Februar: Roy Bhairabi, indische Leichtathletin
- 03. Februar: Florian Le Joncour, französischer Fußballspieler
- 03. Februar: Marvin Stefaniak, deutscher Fußballspieler
- 04. Februar: Philipp Förster, deutscher Fußballspieler
- 04. Februar: Benjamin Hassan, deutsch-libanesischer Tennisspieler
- 04. Februar: Louisa Lagaris, deutsch-griechische Fußballspielerin
- 06. Februar: Leon Goretzka, deutscher Fußballspieler
- 06. Februar: Jorrit Hendrix, niederländischer Fußballspieler
- 07. Februar: Paul Drux, deutscher Handballspieler
- 08. Februar: Joshua Kimmich, deutscher Fußballspieler
- 09. Februar: Bence Bánhidi, ungarischer Handballspieler
- 09. Februar: Sheraldo Becker, surinamisch-niederländischer Fußballspieler
- 10. Februar: Florian Baumgärtner, deutscher Handballspieler
- 10. Februar: Naby Keïta, guineischer Fußballspieler
- 13. Februar: Bård Finne, norwegischer Fußballspieler
- 15. Februar: Sara Däbritz, deutsche Fußballspielerin
- 15. Februar: Carlotta Ferlito, italienische Kunstturnerin
- 16. Februar: Nicolas Gavory, französischer Fußballspieler
- 16. Februar: Jessica Hawkins, britische Automobilrenn- und Stuntfahrerin
- 19. Februar: Nikola Jokić, serbischer Basketballspieler
- 18. Februar: Nathan Aké, niederländischer Fußballspieler
- 20. Februar: Arnold Budimbu, deutscher Fußballspieler
- 21. Februar: Tim Hölscher, deutscher Fußballspieler
- 21. Februar: Dongsu Kim, südkoreanischer Fußballspieler
- 22. Februar: Chris Bigras, kanadischer Eishockeyspieler
- 22. Februar: Moritz Preuss, deutscher Handballspieler
- 22. Februar: Moritz Sprenger, deutscher Fußballspieler
- 23. Februar: Maximilian Bauer, deutscher Fußballspieler und -trainer
- 24. Februar: Luca Ghiotto, italienischer Automobilrennfahrer
- 24. Februar: Kevin Orendorz, deutscher Eishockeyspieler
- 24. Februar: Emanuel Taffertshofer, deutscher Fußballspieler
- 28. Februar: Kyumbe Munguti, kenianischer Leichtathlet

### März

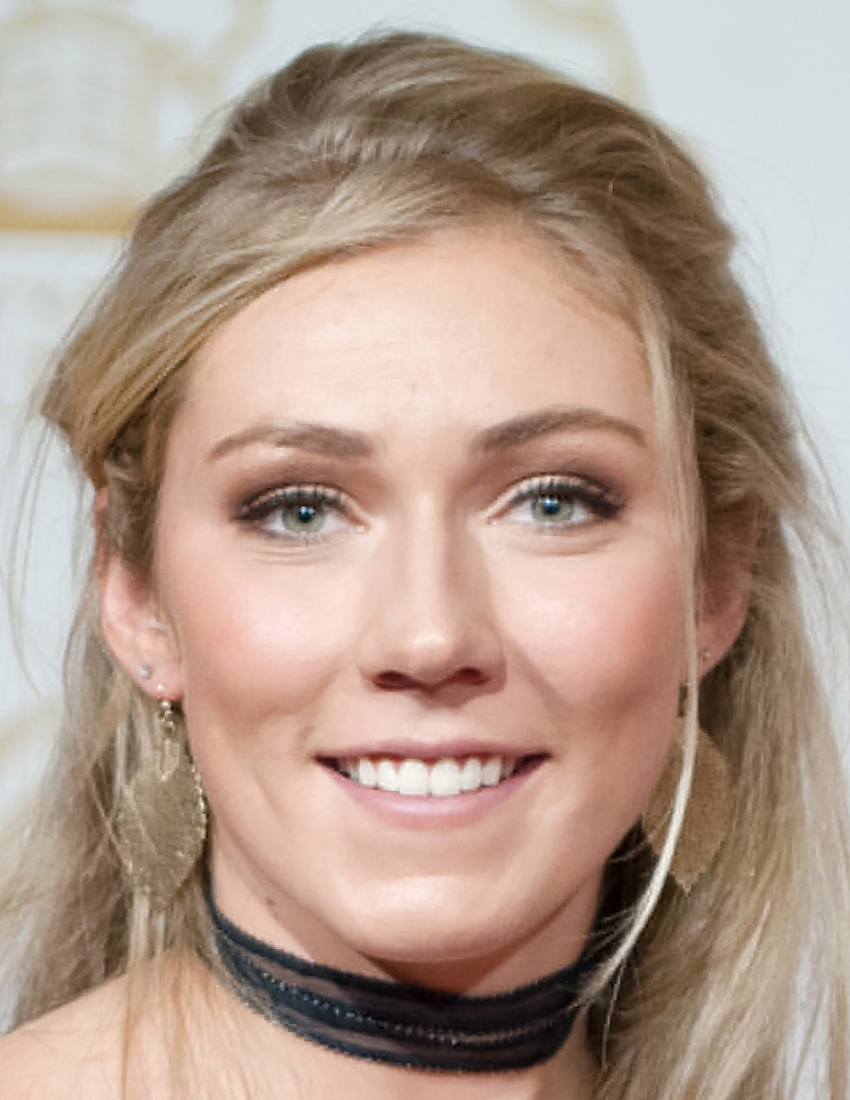
Mikaela Shiffrin

- 02. März: Fabian Bredlow, deutscher Fußballtorwart
- 02. März: Matthew Di Leo, kanadischer Automobilrennfahrer
- 02. März: Morgan Klimchuk, kanadischer Eishockeyspieler
- 03. März: Maximilian Dittgen, deutscher Fußballspieler
- 03. März: Alexander Karachun, deutsch-belarussischer Eishockeyspieler
- 04. März: Diego Casas, uruguayischer Fußballspieler
- 04. März: Sebastian Ernst, deutscher Fußballspieler
- 05. März: Sage Karam, US-amerikanischer Automobilrennfahrer
- 06. März: Sonja Giraud, deutsche Fußballspielerin
- 07. März: Gabriele Rossetti, italienischer Sportschütze
- 08. März: Janis Stielow, deutscher Basketballspieler
- 10. März: Tom Deman, belgischer Fußballspieler
- 10. März: Beitske Visser, niederländische Automobilrennfahrerin
- 13. März: Jasmin Huber, deutsche Grasskiläuferin
- 13. März: Jang Su-jeong, südkoreanische Tennisspielerin
- 13. März: Mikaela Shiffrin, US-amerikanische Skirennläuferin
- 13. März: Sophie Linn, australische Triathletin
- 13. März: Anna Wjachirewa, russische Handballspielerin und Olympiasiegerin 2016
- 16. März: Bryan Henning, deutscher Fußballspieler
- 16. März: Aïssatou Tounkara, französische Fußballspielerin
- 17. März: Finn Butcher, neuseeländischer Kanute
- 20. März: Dominik Mayländer, deutscher Skispringer
- 22. März: Sharon Beck, deutsche Fußballspielerin
- 22. März: Caitlin Cronin, australische Ruderin
- 22. März: Max Reinthaler, italienischer Fußballspieler
- 23. März: Ozan Tufan, türkischer Fußballspieler
- 24. März: Andreas Kuen, österreichischer Fußballspieler
- 25. März: Rhys Dowling, australischer Squashspieler
- 29. März: Paul Seguin, deutscher Fußballspieler

### April
- 01. April: Karim Gazzetta, Schweizer Fußballspieler († 2022)
- 02. April: Oğuzhan Kayar, türkischer Fußballspieler
- 03. April: Pascal Itter, deutscher Fußballspieler
- 03. April: Adrien Rabiot, französischer Fußballspieler
- 04. April: Moritz Heyer, deutscher Fußballspieler
- 08. April: Zouhair Talbi, marokkanischer Leichtathlet
- 08. April: Wei Shihao, chinesischer Fußballspieler
- 09. April: Monika Kobylińska, polnische Handballspielerin
- 11. April: Erin Routliffe, neuseeländische Tennisspielerin
- 12. April: Przemysław Frankowski, polnischer Fußballspieler
- 13. April: Gilles Biron, französischer Leichtathlet
- 15. April: José Arnáiz, spanischer Fußballspieler
- 15. April: Ninon Guillon-Romarin, französische Stabhochspringerin
- 19. April: Kevin Akpoguma, deutsch-nigerianischer Fußballspieler
- 19. April: Aïssatou Kouyaté, französische Handballspielerin
- 20. April: Seco Camara, guinea-bissauischer Leichtathlet
- 21. April: Penny Smith, australische Sportschützin
- 22. April: Catherine Bott, neuseeländische Fußballspielerin
- 22. April: Toni Payne, nigerianische Fußballspielerin
- 23. April: Felicia Lindqvist, schwedische Biathletin
- 24. April: Dominic Baumann, deutscher Fußballspieler
- 25. April: Céline Burkart, Schweizer Badmintonspielerin
- 25. April: Scott Galloway, australischer Fußballspieler
- 25. April: Marvin Schwäbe, deutscher Fußballtorhüter
- 25. April: Karolina Sewastjanowa, russische Turnerin und Olympiasiegerin
- 25. April: Yannis Walch, deutscher Eishockeyspieler
- 26. April: Cliodhna Manning, irische Leichtathletin
- 26. April: Jan-Hendrik Marx, deutscher Fußballspieler
- 27. April: Rowena Meredith, australische Ruderin
- 28. April: Ahmed Tijan, katarischer Beachvolleyballspieler
- 29. April: Matthew Clarke, australischer Leichtathlet

### Mai

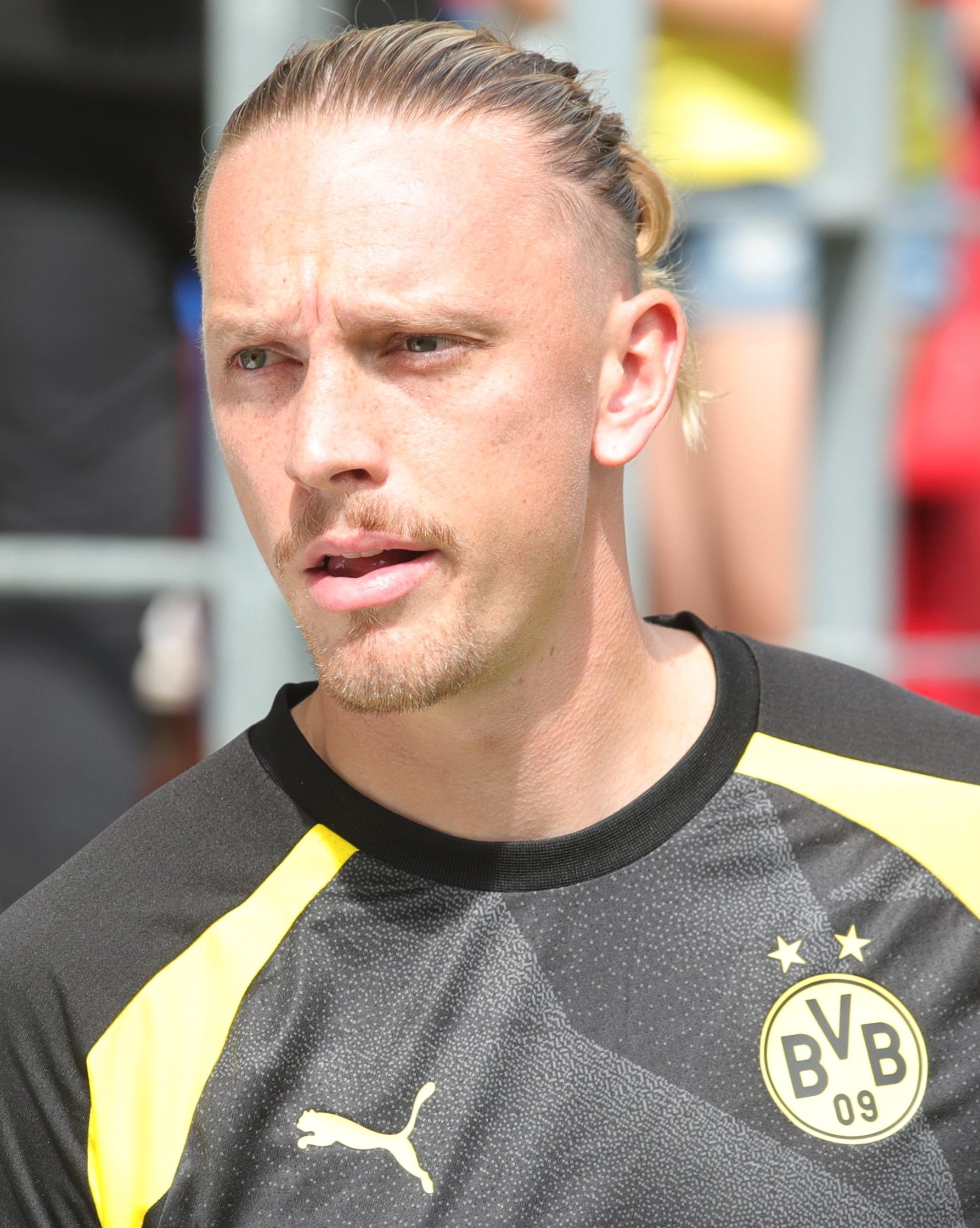
Marius Wolf

- 0 3. Mai: Gina Bass Bittaye, gambische Leichtathletin
- 0 6. Mai: Darja Maslowa, kirgisische Leichtathletin
- 0 6. Mai: Marko Pjaca, kroatischer Fußballspieler
- 0 9. Mai: Merveille Biankadi, deutscher Fußballspieler
- 0 9. Mai: Liz Clay, australische Leichtathletin
- 0 9. Mai: Gerard Gomila, spanisch-deutscher Basketballspieler und -trainer
- 10. Mai: Smail Prevljak, bosnischer Fußballspieler
- 11. Mai: Jan Mejdr, tschechischer Fußballspieler
- 13. Mai: Morgan Bolding, britischer Ruderer
- 14. Mai: Nicat Abbasov, aserbaidschanischer Schachmeister
- 16. Mai: Marija Bulatović, montenegrinische Skilangläuferin
- 18. Mai: Martin Rasner, österreichischer Fußballspieler
- 19. Mai: Audrey Merle, französische Triathletin
- 19. Mai: Silwana Tschauschewa, bulgarische Volleyballspielerin
- 22. Mai: Sarita Suwannakitborihan, thailändische Badmintonspielerin
- 22. Mai: Cherif Younousse, katarischer Beachvolleyballspieler
- 23. Mai: Hellen Mubanga, sambische Fußballspielerin
- 23. Mai: Young-Jae Seo, südkoreanischer Fußballspieler
- 23. Mai: Lewis Zerter-Gossage, deutsch-kanadischer Eishockeyspieler
- 24. Mai: Dario Del Fabro, italienischer Fußballspieler
- 26. Mai: Marta Cardona, spanische Fußballspielerin
- 27. Mai: Marius Wolf, deutscher Fußballspieler
- 28. Mai: Maksim Eftimow, bulgarischer Eishockeyspieler
- 29. Mai: Joss Advocaat, kanadischer Geschwindigkeitsskifahrer
- 29. Mai: Pedrya Seymour, bahamaische Leichtathletin
- 30. Mai: Bourhan Abro, dschibutischer Schwimmer
- 30. Mai: Manfred Osei Kwadwo, deutscher Fußballspieler

### Juni

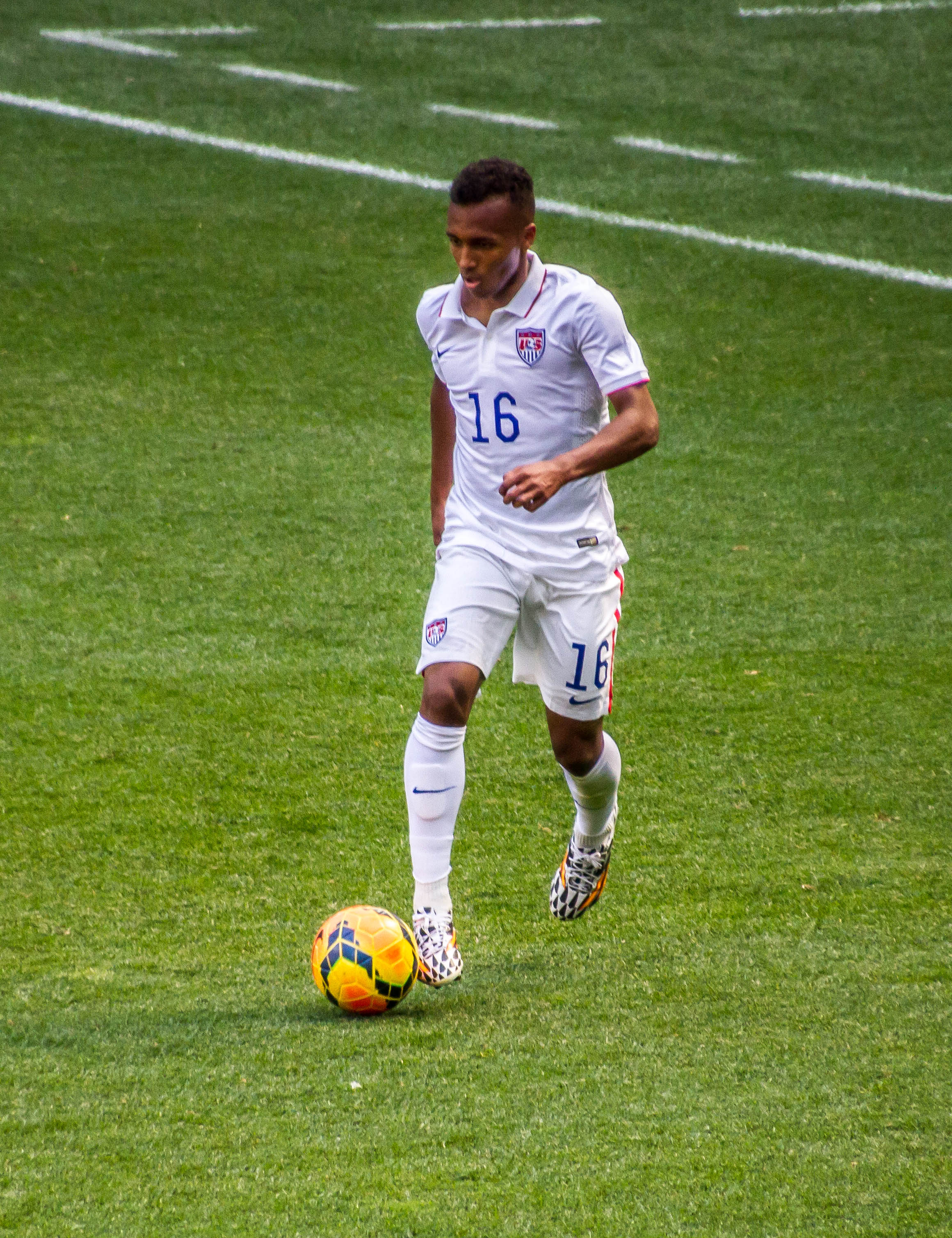
Julian Green (2014)

- 01. Juni: Stewart McSweyn, australischer Leichtathlet
- 01. Juni: Matej Sarajlić, kroatischer Handballspieler
- 04. Juni: Péter Hajdú, ungarischer Handball- und Beachhandballspieler
- 05. Juni: Malsha Shehani, sri-lankische Cricketspielerin
- 06. Juni: Jonna Adlerteg, schwedische Turnerin
- 06. Juni: Julian Green, deutsch-amerikanischer Fußballspieler
- 08. Juni: Ruman Shana, bangladeschischer Bogenschütze
- 10. Juni: Shakeil Waithe, Leichtathlet aus Trinidad und Tobago
- 11. Juni: Malte Abelmann-Brockmann, deutscher Handballspieler
- 13. Juni: Mapi León, spanische Fußballspielerin
- 15. Juni: Joshua Harrison, australischer Radsportler
- 18. Juni: Jan Gyamerah, deutsch-ghanaischer Fußballspieler
- 20. Juni: Marius Gersbeck, deutscher Fußballspieler
- 22. Juni: Kasim Adams Nuhu, ghanaischer Fußballspieler
- 24. Juni: Bree Masters, australische Leichtathletin
- 26. Juni: Emre Akdağ, türkischer Fußballspieler
- 27. Juni: Maximilian Rohr, deutscher Fußballspieler
- 27. Juni: Dmitri Suranowitsch, russischer Automobilrennfahrer
- 29. Juni: Nicholas Latifi, kanadischer Automobilrennfahrer
- 29. Juni: Vinko Šapina, deutsch-kroatischer Fußballspieler
- 30. Juni: Andrea Petagna, italienischer Fußballspieler
- 30. Juni: Marija Schurotschkina, russische Synchronschwimmerin und Olympiasiegerin

### Juli
- 02. Juli: Dominik Kahun, deutsch-tschechischer Eishockeyspieler
- 03. Juli: Mike Maignan, französischer Fußballtorwart
- 04. Juli: James Igbekeme, nigerianischer Fußballspieler
- 05. Juli: P. V. Sindhu, indische Badmintonspielerin
- 06. Juli: Terry Hee, singapurischer Badmintonspieler
- 06. Juli: Olajide Omotayo, nigerianischer Tischtennisspieler
- 07. Juli: Alexander Brunst, deutscher Fußballspieler
- 08. Juli: Marc Cardona, spanischer Fußballspieler
- 09. Juli: Alex Beddoes, Leichtathlet von den Cookinseln
- 10. Juli: Pia Fink, deutsche Skilangläuferin
- 11. Juli: Alina Sergejewna Stremous, russische Biathletin
- 12. Juli: Domen Novak, slowenischer Radrennfahrer
- 12. Juli: Jordyn Wieber, US-amerikanische Gerätturnerin
- 13. Juli: Dante Exum, australischer Basketballspieler
- 13. Juli: Sandie Toletti, französische Fußballspielerin
- 14. Juli: Serge Gnabry, deutscher Fußballspieler
- 14. Juli: Federico Mattiello, italienischer Fußballspieler
- 16. Juli: Hendrik Weydandt, deutscher Fußballspieler
- 17. Juli: Yehia El-Deraa, ägyptischer Fußballspieler
- 17. Juli: Scott Fiti, mikronesischer Leichtathlet
- 19. Juli: Jannik Kohlbacher, deutscher Handballspieler
- 19. Juli: Marija Passeka, russische Turnerin
- 22. Juli: Aleksandar Vukotić, serbischer Fußballspieler
- 24. Juli: Daniel Mesenhöler, deutscher Fußballtorhüter
- 28. Juli: Daniel Mayr, deutscher Basketballspieler
- 28. Juli: Linnea Wester, schwedische Handballspielerin
- 30. Juli: Olivier Kwizera, ruandischer Fußballspieler

### August
- 01. August: Garrett Gerloff, US-amerikanischer Motorradrennfahrer
- 01. August: Tina Punzel, deutsche Wasserspringerin
- 01. August: Aira Villegas, philippinische Boxerin
- 05. August: Pierre Emile Højbjerg, dänischer Fußballspieler
- 06. August: Hussein Iashaish, jordanischer Boxer
- 08. August: Emre Taşdemir, türkischer Fußballspieler
- 09. August: Darja Dmitrijewa, russische Handballspielerin und Olympiasiegerin 2016
- 09. August: Lena Lückel, deutsche Fußballspielerin
- 09. August: Luca Zander, deutscher Fußballspieler
- 11. August: Brad Binder, südafrikanischer Motorradrennfahrer
- 12. August: Jean-Luc Dompé, französischer Fußballspieler
- 14. August: Torge Paetow, deutscher Fußballspieler
- 15. August: Grigori Filimonow, georgischer Eishockeyspieler
- 15. August: Setyana Mapasa, australische Badmintonspielerin
- 18. August: Shōichirō Sakamoto, japanischer Fußballspieler
- 20. August: Thorben Deters, deutscher Fußballspieler
- 20. August: Morris Schröter, deutscher Fußballspieler
- 21. August: Vanessa Wahlen, deutsche Fußballspielerin
- 21. August: Maximilian Wittek, deutscher Fußballspieler
- 22. August: Diana Bulimar, rumänische Kunstturnerin
- 22. August: Nico Rieble, deutscher Fußballspieler
- 24. August: Tobias Mohr, deutscher Fußballspieler
- 25. August: Nadja Glenzke, deutsche Volleyballspielerin
- 27. August: Ragnhild Femsteinevik, norwegische Biathletin
- 27. August: Sergei Sirotkin, russischer Automobilrennfahrer
- 28. August: Jeremy Dudziak, deutscher Fußballspieler
- 28. August: Andreas Wellinger, deutscher Skispringer

### September

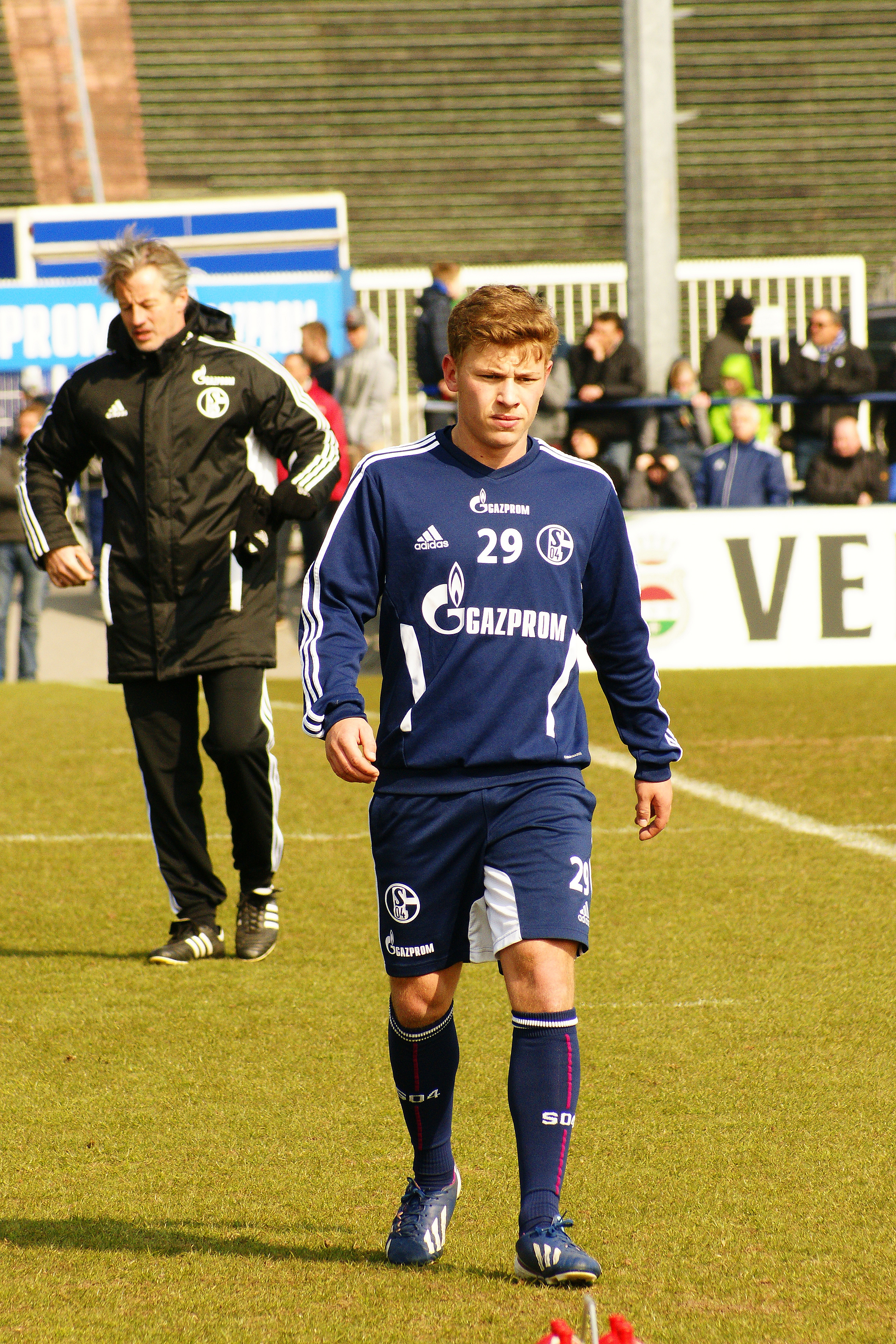
Max Meyer (2013)

- 01. September: Mokulubete Blandina Makatisi, lesothische Leichtathletin
- 03. September: Tom Craig, australischer Hockeyspieler
- 05. September: Abderrahman Samba, katarischer Leichtathlet
- 06. September: Firas Katoussi, tunesischer Taekwondoin
- 08. September: Florian Pick, deutscher Fußballspieler
- 08. September: Julian Weigl, deutscher Fußballspieler
- 09. September: André Rudersdorf, deutscher Automobilrennfahrer
- 12. September: Raphael Dwamena, ghanaischer Fußballspieler († 2023)
- 14. September: Isobel Batt-Doyle, australische Leichtathletin
- 14. September: Sander Sagosen, norwegischer Handballspieler
- 18. September: Max Meyer, deutscher Fußballspieler
- 19. September: Robin Bormuth, deutscher Fußballspieler
- 19. September: Ronald Kwemoi, kenianischer Mittelstreckenläufer
- 20. September: Laura Dekker, niederländisch-deutsch-neuseeländische Seglerin
- 20. September: Eric Oelschlägel, deutscher Fußballtorhüter
- 24. September: Olivia Rusek, US-amerikanisch-polnische Volleyballspielerin
- 25. September: Caroline Pohle, deutsche Triathletin
- 30. September: Victor Andrade Santos, brasilianischer Fußballspieler
- 30. September: Matthew Wearn, australischer Segler

### Oktober
- 01. Oktober: Valentin Cojocaru, rumänischer Fußballtorhüter
- 02. Oktober: Genevieve Longman, australische Wasserballspielerin
- 02. Oktober: Modesta Justė Morauskaitė, litauische Leichtathletin
- 03. Oktober: Regine Anthonessen, norwegische Handballspielerin
- 03. Oktober: Luis Bardalez, peruanischer Gewichtheber
- 06. Oktober: Braxton Berrios, US-amerikanischer American-Football-Spieler
- 08. Oktober: Enchtaiwany Ariunbold, mongolischer Judoka
- 10. Oktober: Ellen Perez, australische Tennisspielerin
- 10. Oktober: Marco Schuster, deutscher Fußballspieler
- 11. Oktober: Guðni Valur Guðnason, isländischer Leichtathlet
- 13. Oktober: Suheyel Najar, deutsch-tunesischer Fußballspieler
- 14. Oktober: Tori West, australische Leichtathletin
- 16. Oktober: Dinah Eckerle, deutsche Handballtorhüterin
- 16. Oktober: Harry Leask, britischer Ruderer
- 18. Oktober: Chalena Scholl, US-amerikanische Tennisspielerin
- 25. Oktober: Jock Landale, australischer Basketballspieler
- 26. Oktober: Dage Minors, bermudischer Leichtathlet
- 27. Oktober: Leon Draisaitl, deutscher Eishockeyspieler
- 27. Oktober: Alina Otto, deutsche Handballspielerin
- 28. Oktober: Maddy Cusack, englische Fußballspielerin († 2023)
- 29. Oktober: Kate Courtney, US-amerikanische Mountainbikerin
- 29. Oktober: Eumir Marcial, philippinischer Boxer
- 30. Oktober: Lee Seul-gi, südkoreanische Fußballspielerin
- 31. Oktober: Maksim Anohhin, estnischer Eishockeyspieler
- 31. Oktober: Hans Grieder, Schweizer Turner (* 1901)

### November

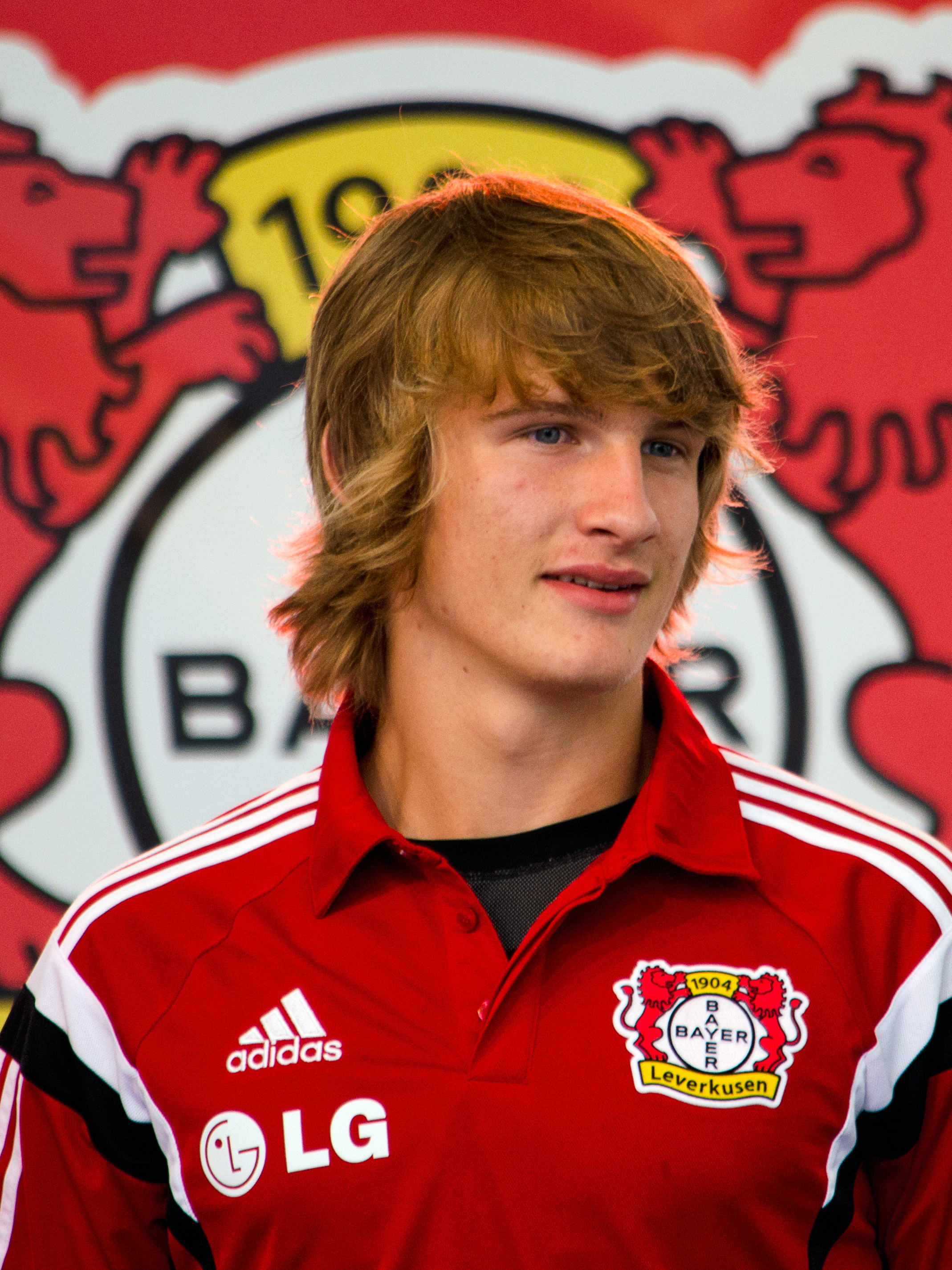
Tin Jedvaj (2014)

- 01. November: Nour El Sherbini, ägyptische Squashspielerin
- 04. November: Jan Koch, deutscher Fußballspieler
- 06. November: Sam Reinhart, kanadischer Eishockeyspieler
- 09. November: Susan Lokayo Ejore, kenianische Mittelstreckenläuferin
- 09. November: Oghenekaro Etebo, nigerianischer Fußballspieler
- 12. November: Bi Kun, chinesischer Windsurfer
- 13. November: Theresa Panfil, deutsche Fußballspielerin
- 14. November: Tino Casali, österreichischer Fußballtorhüter
- 17. November: Ernest John Obiena, philippinischer Leichtathlet
- 18. November: Marco Meyerhöfer, deutscher Fußballspieler
- 20. November: Timothy Cheruiyot, kenianischer Mittelstreckenläufer
- 20. November: Iván García Cortina, spanischer Radrennfahrer
- 20. November: Marcel Costly, deutscher Fußballspieler
- 21. November: Wladislaw Andrejewitsch Gawrikow, russischer Eishockeyspieler
- 23. November: Tomasz Gębala, polnischer Handballspieler
- 25. November: Alexandra Merkulowa, russische Rhythmische Sportgymnastin
- 25. November: Ben O’Connor, australischer Radrennfahrer
- 26. November: Shah Firdaus Sahrom, malaysischer Radsportler
- 27. November: Ibrahim Sissoko, französisch-malischer Fußballspieler
- 28. November: Tin Jedvaj, kroatischer Fußballspieler
- 30. November: Didier Kiki, beninischer Leichtathlet

### Dezember

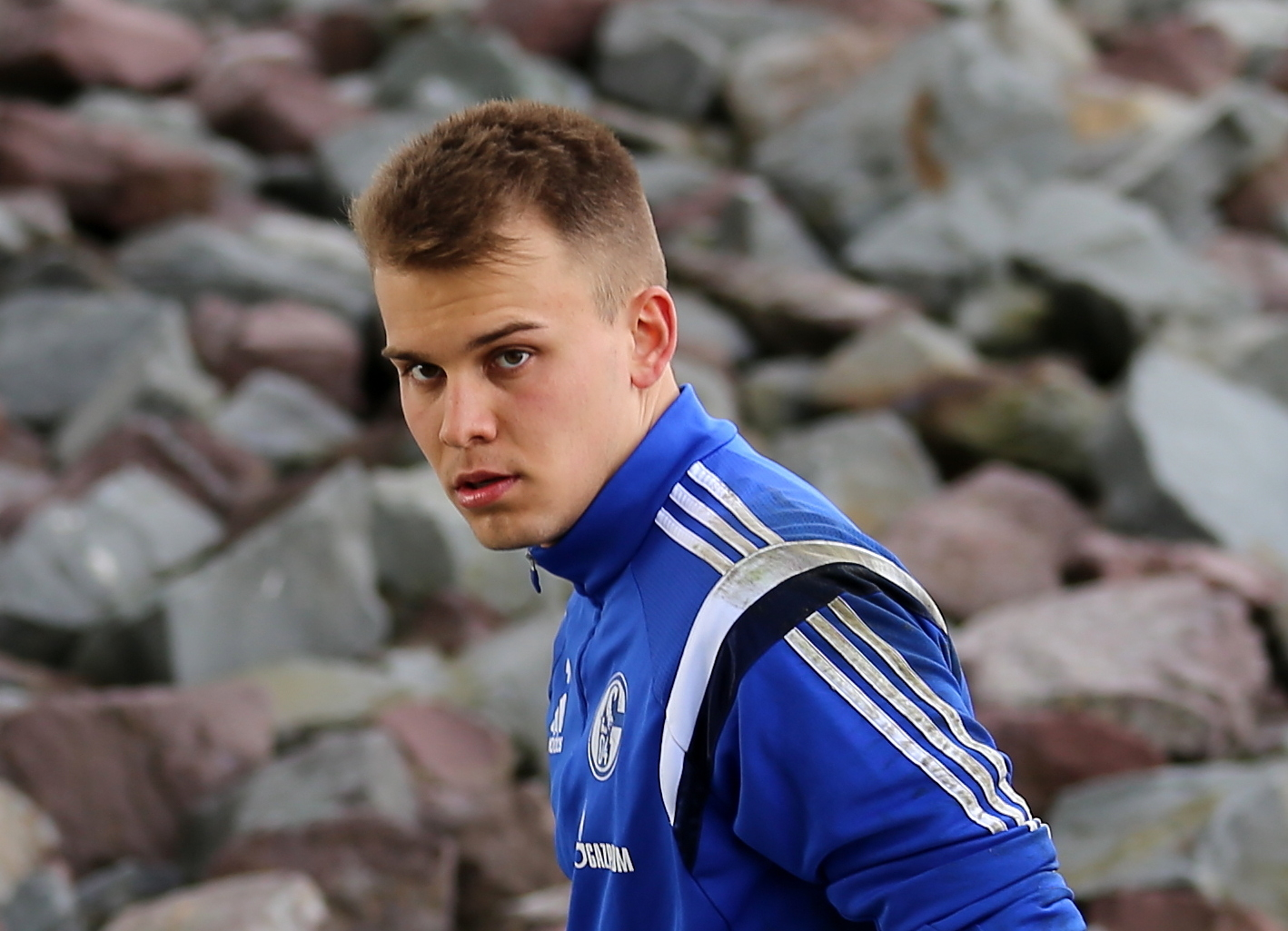
Timon Wellenreuther (2015)

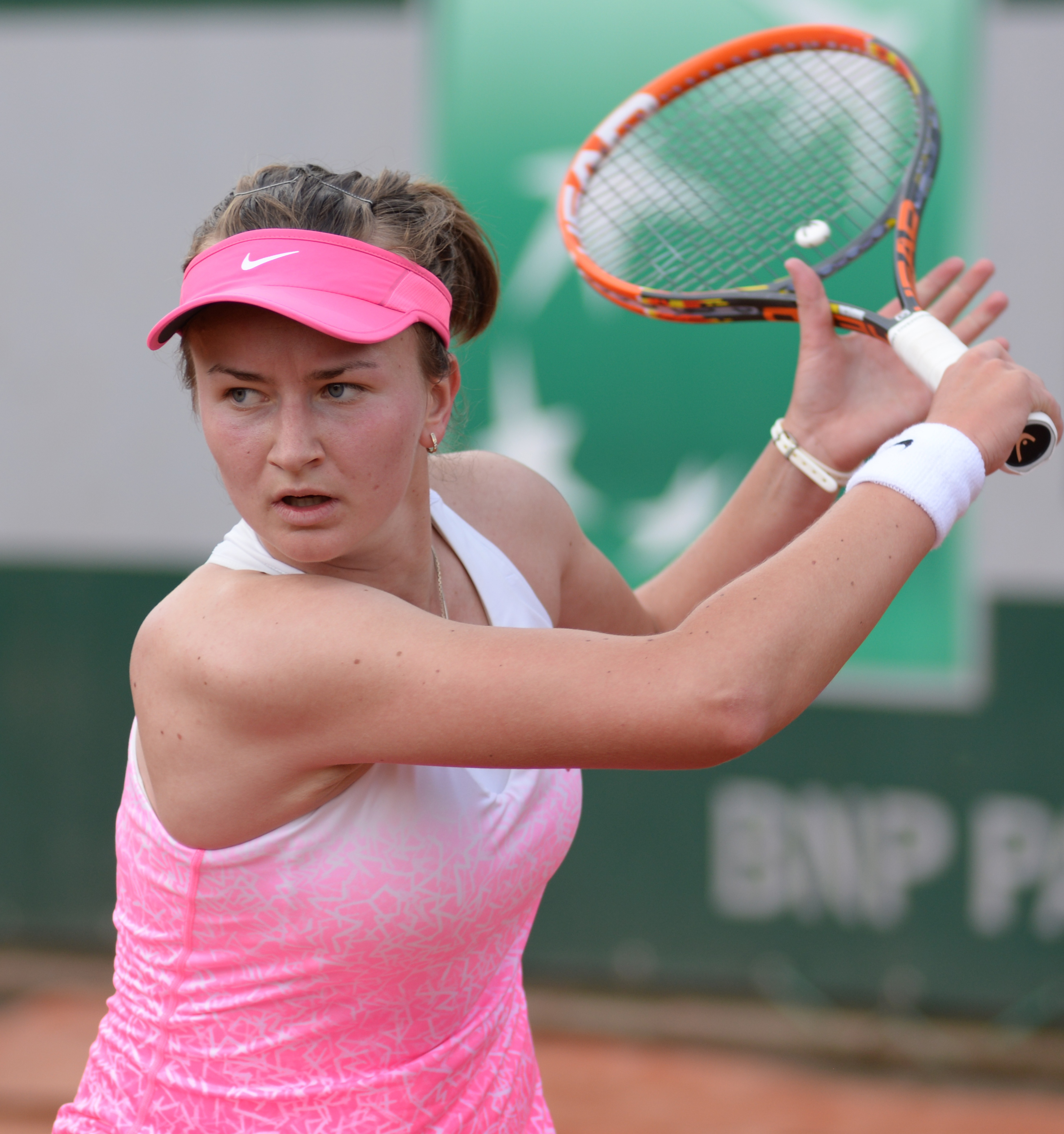
Barbora Krejčíková (2015)

- 01. Dezember: Stephen Kissa, ugandischer Leichtathlet
- 01. Dezember: Victor Ntweng, botswanischer Leichtathlet
- 02. Dezember: Jeremias Lorch, deutscher Fußballspieler
- 03. Dezember: Timon Wellenreuther, deutscher Fußballtorwart
- 05. Dezember: Anthony Martial, französischer Fußballspieler
- 08. Dezember: Jordon Ibe, englischer Fußballspieler
- 08. Dezember: Álex Rins, spanischer Motorradrennfahrer
- 08. Dezember: Rita Zeqiri, kosovarische Schwimmerin
- 10. Dezember: Marc Stendera, deutscher Fußballspieler
- 12. Dezember: Vivien Beil, deutsche Fußballspielerin
- 12. Dezember: Samuel Gaze, neuseeländischer Radrennfahrer
- 12. Dezember: David Kinsombi, deutsch-kongolesischer Fußballspieler
- 13. Dezember: Emilee Anderson, US-amerikanische Skispringerin
- 13. Dezember: Marvin Friedrich, deutscher Fußballspieler
- 14. Dezember: Julija Belokobylskaja, russische Kunstturnerin
- 16. Dezember: Mostafa Amr Hassan, ägyptischer Kugelstoßer
- 18. Dezember: Paul Gravet, schweizerisch-französischer Basketballspieler
- 18. Dezember: Barbora Krejčíková, tschechische Tennisspielerin
- 19. Dezember: Mirnes Pepić, deutsch-montenegrinischer Fußballspieler
- 20. Dezember: Conner Huertas del Pino, peruanischer Tennisspieler
- 21. Dezember: Dean Reeves, britisch-marokkanischer Radrennfahrer
- 23. Dezember: Yume Kitamura, japanische Leichtathletin
- 23. Dezember: Zachery Schubert, australischer Beachvolleyballspieler
- 28. Dezember: Brittany Abercrombie, US-amerikanische Volleyballspielerin
- 28. Dezember: Mauricio Lemos, uruguayischer Fußballspieler
- 28. Dezember: Nahitan Nández, uruguayischer Fußballspieler
- 29. Dezember: Kirill Prigoda, russischer Schwimmer

## Gestorben

### Januar
- 02. Januar: Graham Sharp, britischer Eiskunstläufer (* 1917)
- 08. Januar: Robert Vintousky, französischer Leichtathlet (* 1909)
- 09. Januar: Gisela Mauermayer, deutsche Leichtathletin (* 1913)
- 10. Januar: Scotty Rankine, kanadischer Leichtathlet (* 1909)
- 17. Januar: Giovanni Lurani, italienischer Automobildesigner und -rennfahrer (* 1905)
- 20. Januar: Thomas Arbuthnott, neuseeländischer Boxer (* 1911)
- 22. Januar: Hilda Smith, britische Turnerin (* 1909)
- 30. Januar: Antonio Brivio, italienischer Automobilrennfahrer, Bobfahrer und Motorsportfunktionär (* 1905)
- 31. Januar: André Wollscheidt, luxemburgischer Boxer (* 1914)

### Februar
- 02. Februar: Herman Tuvesson, schwedischer Ringer (* 1902)
- 04. Februar: Godfrey Brown, britischer Leichtathlet (* 1915)
- 04. Februar: Walter Zeller, deutscher Motorradrennfahrer (* 1927)
- 09. Februar: Jak Habib, türkischer Basketballspieler (* 1912)
- 13. Februar: Stefan Lauener, Schweizer Skisportler (* 1904)
- 15. Februar: Sergio Bertoni, italienischer Fußballspieler und -trainer (* 1915)
- 21. Februar: István Bárány, ungarischer Schwimmer (* 1907)
- 23. Februar: Margaret Woodbridge, US-amerikanische Schwimmerin (* 1902)
- 24. Februar: Hideko Maehata, japanische Schwimmerin (* 1914)
- 27. Februar: Gerhard Boetzelen, deutscher Ruderer (* 1906)
- 000Februar: Attila Szekrényessy, ungarischer Eiskunstläufer (* 1913)

### März
- 04. März: Bernhard Greulich, deutscher Leichtathlet und Rasenkraftsportler (* 1902)
- 04. März: Andrzej Wołkowski, polnischer Eishockeyspieler und -trainer (* 1913)
- 06. März: Noël de Mille, kanadischer Ruderer (* 1909)
- 17. März: Paul Backman, finnischer Radrennfahrer (* 1920)
- 30. März: Willem Peters, niederländischer Leichtathlet (* 1903)
- 31. März: Gustaf Adolf Boltenstern junior, schwedischer Dressurreiter (* 1904)

### April
- 04. April: Gorg Braun, deutscher Motorradrennfahrer (* 1918)
- 06. April: Jan Kula, polnischer Skisportler (* 1922)
- 08. April: Frank Dunster, kanadischer Eishockeyspieler (* 1921)
- 09. April: Kazimierz Kucharski, polnischer Leichtathlet (* 1909)
- 14. April: Frans Möller, schwedischer Schwimmer (* 1897)
- 21. April: Ingvar Ericsson, schwedischer Radrennfahrer (* 1914)
- 22. April: Carlo Ceresoli, italienischer Fußballspieler und -trainer (* 1910)
- 29. April: Charles McGinnis, US-amerikanischer Leichtathlet (* 1906)
- 30. April: Mārtiņš Mazūrs, lettischer Radrennfahrer und Radsporttrainer (* 1908)

### Mai
- 02. Mai: Ashleigh Pilbrow, britischer Leichtathlet (* 1912)
- 05. Mai: Michail Botwinnik, russisch-sowjetischer Schachweltmeister (* 1911)
- 05. Mai: Gerrit van Wees, niederländischer Radrennfahrer (* 1913)
- 07. Mai: Helen Varcoe, britische Schwimmerin (* 1907)
- 09. Mai: Nils Nicklén, finnischer Leichtathlet (* 1917)
- 15. Mai: Eugen Studach, Schweizer Ruderer (* 1907)
- 18. Mai: Dorothy Poynton, US-amerikanische Wasserspringerin (* 1915)
- 19. Mai: Nico van Gageldonk, niederländischer Radrennfahrer (* 1913)
- 20. Mai: Burton Jastram, US-amerikanischer Ruderer (* 1910)
- 23. Mai: Ross Flood, US-amerikanischer Ringer (* 1910)
- 25. Mai: Karl Reiniger, Schweizer Leichtathlet (* 1910)
- 26. Mai: Edmund Hansen, dänischer Radrennfahrer (* 1900)
- 29. Mai: Kurt Weiß, deutscher Hockeyspieler und Leichtathlet (* 1902)

### Juni
- 06. Juni: Olle Dickson, schwedischer Schwimmer (* 1901)
- 06. Juni: Kenneth Preston, britischer Regattasegler (* 1901)
- 10. Juni: Madeleine Moreau, französische Wasserspringerin (* 1928)
- 12. Juni: Egon Svensson, schwedischer Ringer (* 1995)
- 20. Juni: Albert Wyckmans, belgischer Radrennfahrer (* 1897)
- 22. Juni: Nils-Joel Englund, schwedischer Skilangläufer (* 1907)
- 23. Juni: Rusty Peden, kanadischer Radrennfahrer (* 1916)
- 27. Juni: Nida Senff, niederländische Schwimmerin (* 1920)

### Juli
- 08. Juli: Pál Kovács, ungarischer Fechter (* 1912)
- 14. Juli: Sergei Schuplezow, russischer Freestyle-Skier (* 1970)
- 17. Juli: Harvey Charters, kanadischer Kanute (* 1912)
- 18. Juli: Johan Gabriel Oxenstierna, schwedischer Moderner Fünfkämpfer (* 1899)
- 20. Juli: Arthur Herrdin, schwedischer Skilangläufer (* 1918)
- 25. Juli: Ernestina Maenza, spanische Skirennläuferin (* 1908)
- 28. Juli: Caspar Oimoen, US-amerikanischer Skispringer (* 1906)
- 28. Juli: Peter Wulf, deutscher Fußballspieler (* 1938)
- 29. Juli: Bruno Da Col, italienischer Skispringer (* 1913)

### August
- 01. August: Martha Genenger, deutsche Schwimmerin (* 1911)
- 14. August: Necdet Cici, türkischer Fußballspieler und -trainer (* 1913)
- 16. August: Ljubiša Broćić, jugoslawischer Fußballtrainer (* 1911)
- 21. August: Sven Höglund, schwedischer Radrennfahrer (* 1910)
- 24. August: Richard Degener, US-amerikanischer Wasserspringer (* 1912)
- 30. August: Kurt Friedrich, deutscher Motorradrennfahrer (* 1901)
- 31. August: Jean Monnier, französischer Skispringer (* 1924)

### September
- 05. September: Karl Warner, US-amerikanischer Leichtathlet (* 1908)
- 06. September: Gianni Caldana, italienischer Leichtathlet (* 1913)
- 06. September: Warren Ingersoll, US-amerikanischer Hockeytorhüter und Sportfunktionär (* 1908)
- 06. September: Larry O’Connor, kanadischer Leichtathlet (* 1916)
- 12. September: Yasutomo Nagai, japanischer Motorradrennfahrer (* 1965)
- 15. September: David McMullin, US-amerikanischer Hockeyspieler (* 1908)
- 20. September: Emmy Albus, deutsche Leichtathletin (* 1911)
- 30. September: Bertil von Wachenfeldt, schwedischer Leichtathlet (* 1909)
- 000September: Gregorio Caloggero, peruanischer Radrennfahrer (* 1917)

### Oktober
- 05. Oktober: Karl Johan Baadsvik, kanadischer Skisportler (* 1910)
- 14. Oktober: William Fritz, kanadischer Leichtathlet (* 1914)
- 15. Oktober: Marco Campos, brasilianischer Automobilrennfahrer (* 1976)
- 18. Oktober: Lloyd Guenther, US-amerikanischer Eisschnellläufer (* 1906)
- 20. Oktober: Riccardo Carapellese, italienischer Fußballspieler und -trainer (* 1922)
- 25. Oktober: Bobby Riggs, US-amerikanischer Tennisspieler (* 1918)
- 31. Oktober: Joel Mason, US-amerikanischer American-Football-Spieler und Basketballtrainer (* 1912)

### November
- 12. November: Paul Frantz, luxemburgischer Radrennfahrer (* 1915)
- 19. November: Charlie Doe, US-amerikanischer Rugbyspieler (* 1898)
- 20. November: Sergei Grinkow, russischer Eiskunstläufer und Olympiasieger (* 1967)
- 23. November: Einari Teräsvirta, finnischer Turner (* 1914)
- 24. November: Paul van de Rovaart, niederländischer Hockeyspieler (* 1904)

### Dezember
- 04. Dezember: Giorgio Bocchino, italienischer Fechter (* 1913)
- 06. Dezember: Luis Regueiro, spanischer Fußballspieler (* 1908)
- 08. Dezember: Maino Neri, italienischer Fußballspieler und -trainer (* 1924)
- 13. Dezember: Klaus Enderlein, deutscher Motorradrennfahrer (* 1936)
- 14. Dezember: Eduardo Simian, chilenischer Fußballtorwart und Politiker (* 1915)
- 19. Dezember: Max Beer, Schweizer Leichtathlet (* 1912)
- 19. Dezember: René Lemoine, französischer Fechter (* 1905)
- 22. Dezember: Osvald Käpp, estnischer Ringer (* 1905)
- 25. Dezember: Víctor Peralta, argentinischer Boxer (* 1908)
- 27. Dezember: Winslow Hall, US-amerikanischer Ruderer (* 1912)
- 30. Dezember: Hubert Sandor Clompe, rumänischer Skispringer (* 1910)

### Datum unbekannt
- Yaşar Alpaslan, türkischer Fußballspieler (* 1914)
- Julio Curatella, argentinischer Ruderer (* 1911)